# Escatrón

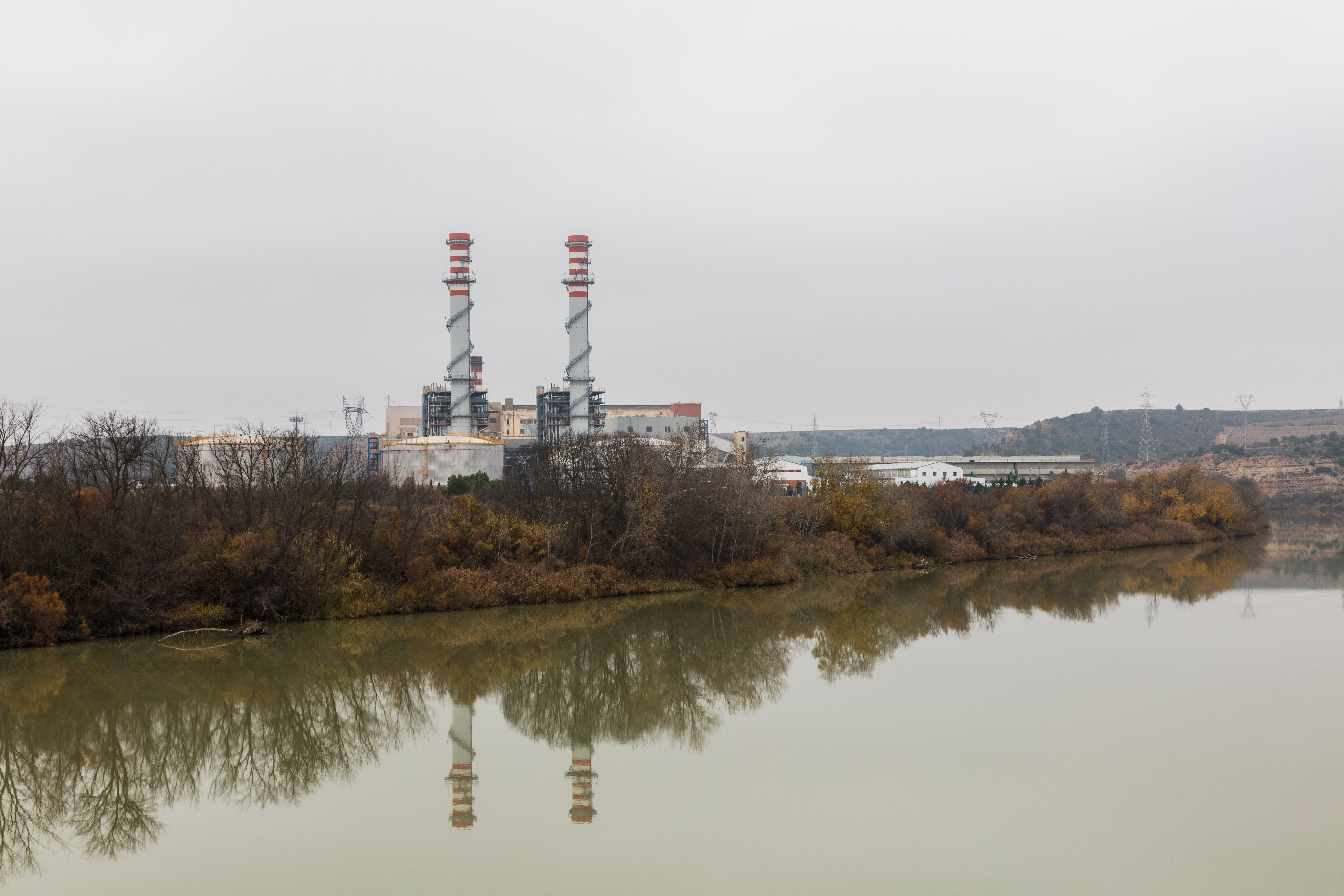
Gas-und-Dampf-Kombikraftwerk von Escatrón.

Escatrón ist eine spanische Gemeinde (municipio) in der Provinz Saragossa der autonomen Region Aragonien. Sie liegt in der Comarca Ribera Baja del Ebro am rechten Ufer des Ebro an der Einmündung des Río Martín. 2024 hatte die Gemeinde 1.177 Einwohner.

## Geschichte
Der ursprünglich Scatro genannte Ort wurde von König Alfonso el Batallador 1133 von den Mauren zurückerobert.
Während des Bürgerkrieges lag die Gegend zunächst im von den Republikanern kontrollierten Teil Spaniens. Hier gab es einen Feldflugplatz, der auch von Jagdflugzeugen der Roten Armee genutzt wurde. Im Verlauf der Aragonoffensive fiel die Gegend an die Nationalspanier. Escatrón diente im weiteren Verlauf der Offensive zunächst auch Heinkel-He-45-Aufklärern und später Messerschmitt-Bf-109-Jagdflugzeugen der deutschen Legion Condor als Basis, später während der Ebroschlacht nutzte die italienische Aviazione Legionaria den Platz.

## Wirtschaft
Anders als in den meisten aragonesischen Gemeinden dieser Größe stützt sich die Wirtschaft nicht hauptsächlich auf die Landwirtschaft, sondern sie wird von dem Wärmekraftwerk (Central Termoeléctrica del Ebro Escatrón-Los Fayos der E.On España) getragen, das bis 2011 auf Braunkohlebasis (Vorkommen von Andorra (Teruel) und Mequinenza) Elektrizität erzeugte, ehe es durch ein neu errichtetes Gas-und-Dampf-Kombikraftwerk ersetzt wurde.

## Bevölkerungsentwicklung seit 1900
| 1900  | 1910  | 1920  | 1930  | 1940  | 1950  | 1960  | 1970  | 1981  | 1991  | 2001  | 2008  |
| ----- | ----- | ----- | ----- | ----- | ----- | ----- | ----- | ----- | ----- | ----- | ----- |
| 2.319 | 2.291 | 2.106 | 2.128 | 1.944 | 3.270 | 3.526 | 2.314 | 1.483 | 1.343 | 1.259 | 1.154 |

## Sehenswürdigkeiten
- Pfarrkirche Nuestra Señora de la Asunción mit einem aus dem Kloster Rueda stammenden Alabasteraltar
- Reste der Stadtmauer